# John Bligh (6e comte de Darnley)
John Stuart Bligh, 6e comte de Darnley (16 avril 1827 - 14 décembre 1896), appelé Lord Clifton de 1831 à 1835, est un pair britannique.

## Biographie
Fils aîné d'Edward Bligh (5e comte de Darnley), il succède à son père dans le comté en 1835. Il est nommé lieutenant adjoint de Kent le 3 septembre 1847. Il est inscrit à Christ Church, Oxford le 15 mai 1845 et reçoit son BA en 1848 et son MA en 1869.
Le 24 juillet 1848, il est capitaine de la Cobham Troop du West Kent Yeomanry. Il est promu major le 18 avril 1859, et au grade de lieutenant-colonel le 28 avril 1863. Il prend sa retraite de la Yeomanry le 9 septembre 1874, conservant son rang.
Le 31 août 1850, il épouse Harriet Mary Pelham, la fille de Henry Pelham (3e comte de Chichester), avec qui il a huit enfants :
- Edward Bligh (7e comte de Darnley) (1851–1900)
- Edith Louisa Mary Bligh (22 août 1853 - 20 juin 1904), épouse George Burvill Rashleigh le 18 août 1882
- Kathleen Susan Emma Bligh (31 octobre 1854 - 13 novembre 1928), mariée à William Vesey Brownlow
- Ivo Bligh (8e comte de Darnley) (1859-1927)
- Alice Isabella Harriet Bligh (18 décembre 1860 - 15 juin 1943)
- Arthur Frederick Pelham Bligh (25 avril 1865 - 29 décembre 1924)
- Mary Rose Florence Bligh (21 avril 1868 - 5 juillet 1896)
- Constance Violet Lucy Bligh (16 décembre 1869 -?), épouse William Shakespear Childe-Pemberton le 28 juin 1894

Darnley est décédé le 14 décembre 1896 et son fils aîné, Edward, lui succède.